# Apetatitlán
Apetatitlán – miasto w Meksyku, w stanie Tlaxcala, jest siedzibą władz gminy Apetatitlán de Antonio Carvajal. Znajduje się na terenie Wyżyny Meksykańskiej Centralnej, na wysokości około 2260 m n.p.m. Miasto leży w odległości około 20 km na północny zachód od górującego w okolicy wulkanu La Malinche leżącego na granicy ze stanem Puebla. Ludność miasta w 2005 roku liczyła 3859 osoby.